# Mamarcevo, Iambol
Mamarcevo (în bulgară Мамарчево) este un sat în comuna Bolearovo, regiunea Iambol,  Bulgaria. 

## Demografie
Componența etnică a satului Mamarcevo
     Bulgari (68,64%)
     Romi (28,37%)
     Nicio identificare (2,16%)
     Altele (0,81%)
La recensământul din 2011, populația satului Mamarcevo era de 370 locuitori. Din punct de vedere etnic, majoritatea locuitorilor (68,64%) erau bulgari, cu o minoritate de romi (28,37%). Pentru 2,16% din locuitori nu este cunoscută apartenența etnică.